# Gonospira cylindrella
Espèce
Statut de conservation UICN

 VU B1+2ab : Vulnérable
Gonospira cylindrella est une espèce de mollusques gastéropodes terrestres de la famille des Streptaxidae. Cette espèce est endémique de La Réunion.